# Teucholabis (Teucholabis) jucunda
Teucholabis (Teucholabis) jucunda is een tweevleugelige uit de familie steltmuggen (Limoniidae). De soort komt voor in het Neotropisch gebied.